# St. Laurentius (Freudenberg)

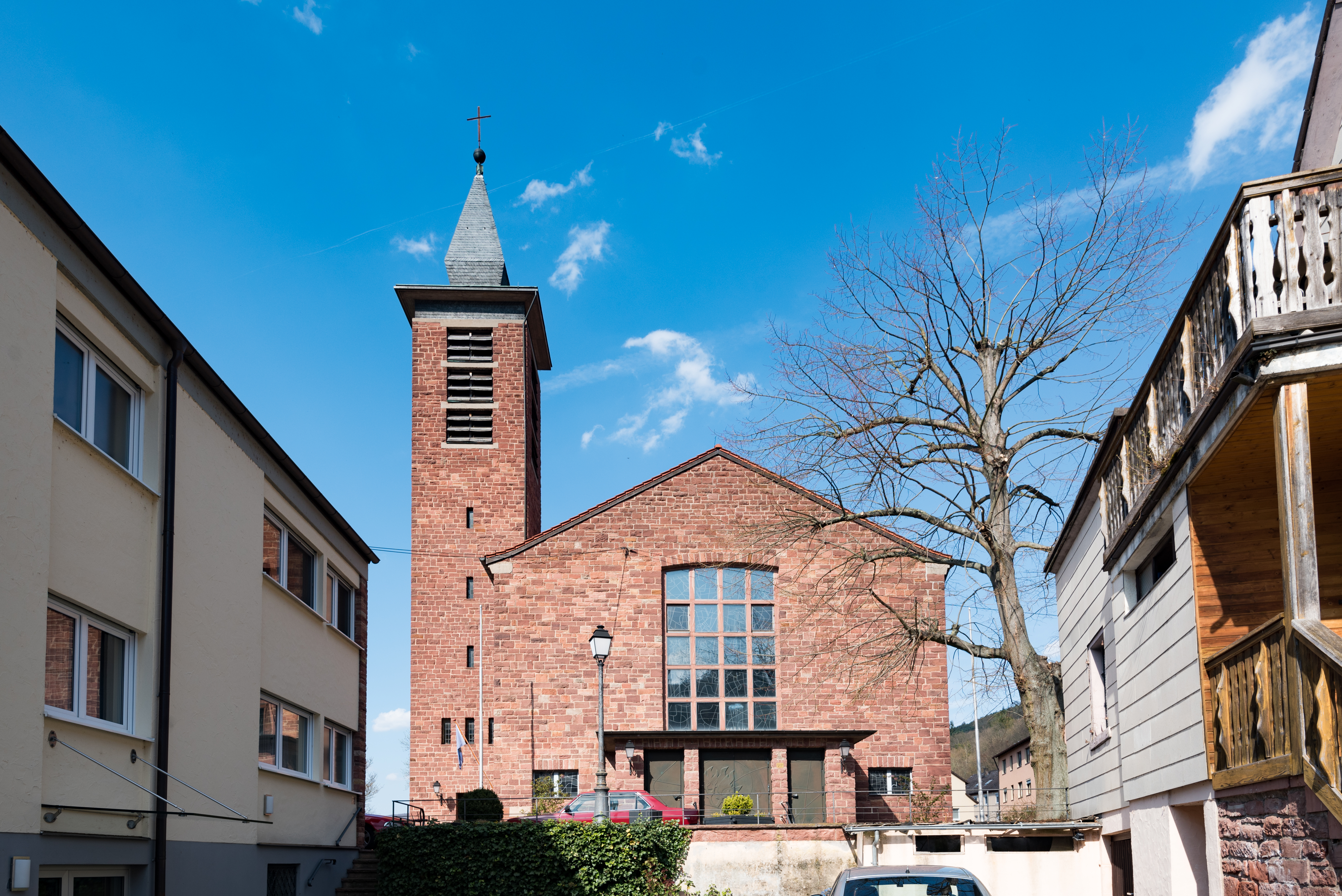
St. Laurentius in Freudenberg

Die römisch-katholische Pfarrkirche St. Laurentius (auch Neue Laurentiuskirche in Abgrenzung zur Alten Laurentiuskirche) in Freudenberg im Main-Tauber-Kreis wurde 1957 errichtet und ist dem heiligen Laurentius von Rom geweiht.
Die Neue wie auch die Alte Laurentiuskirche gehören zur Seelsorgeeinheit Freudenberg, die seit einer Dekanatsreform am 1. Januar 2008 dem Dekanat Tauberbischofsheim des Erzbistums Freiburg zugeordnet ist.

## Geschichte
Die neue Freudenberger Laurentiuskirche wurde im Jahre 1957 als großräumige Hallenkirche aus heimischem Sandstein errichtet, nachdem die Gemeinde Freudenberg immer weiter wuchs und die alte Kirche schließlich zu klein wurde.
1992 wurde die Kirche zuletzt renoviert. Dabei wurden schon einige Kirchenbänke entfernt, weil die Zahl der Kirchgänger zurückgeht. Die Kirche wird heute insgesamt als zu groß empfunden, weshalb wieder häufiger auf die Alte Laurentiuskirche zurückgegriffen wird.

## Ausstattung
Das raumhohe, vom Würzburger Maler Lukas Gastl geschaffene Wandgemälde auf der Rückwand des eingezogenen Chorbereichs hinter der einfachen Altarmensa hat zum Thema: „Christus führt uns durch sein Opfer zum Vater“. Die Seitenaltäre sind der heiligen  Gottesmutter Maria und dem heiligen Joseph gewidmet und mit entsprechenden geschnitzten Holzskulpturen geschmückt. In sieben hohen Rechteckfenstern werden die sieben Sakramente in relativ abstrakter Form und sehr zurückhaltender Farbgebung thematisiert. Über dem Eingangsportal zeigt ein nahezu quadratisches Fenster den Kirchenpatron Laurentius. Auch die Fenster und der Tabernakel wurden nach Entwürfen von Lukas Gastl geschaffen.
Glocken
Im Kirchturm hängen vier Glocken aus Bronze, die von unterschiedlichen Gießern und aus unterschiedlichen Zeiten stammen.
| Nr. | Name                  | Gießer                                   | Gussjahr | Ø (mm) | Gewicht kg | Schlagton | Inschrift                                                               |
| --- | --------------------- | ---------------------------------------- | -------- | ------ | ---------- | --------- | ----------------------------------------------------------------------- |
| 1   | Dreifaltigkeitsglocke | Glockengießerei Bachert, Heilbronn       | 1988     | 1310   | 1365       | es’+7     | Ehre sei dem Vater und dem Sohn und dem Heiligen Geist                  |
| 2   | Christkönigsglocke    | Glocken- und Kunstgießerei Rincker, Sinn | 1949     | 1166   | 929        | f’+6      | Wenn ich töne, denkt Eurer Söhne, die Blut und Leben für Euch gegeben.  |
| 3   | Laurentiusglocke      | Jak. Fr. Bauerlein, Würzburg             | 1808     | 980    | 550        | as’+6     | Ulricus Sartorius Justizrat, Mathes Keck Bürgermeister, Jakob Bäuerlein |
| 4   | Marienglocke          | Glocken- und Kunstgießerei Rincker, Sinn | 1949     | 867    | 366        | b’+3      | Königin des Friedens, bitte für uns.                                    |